# Jiří Kratochvíl (režisér)
Jiří Kratochvíl (* 1944) je český režisér, v letech 2000 až 2001 a opět 2009 až 2021 člen Rady České televize.

## Život
Podle vlastních slov do Československé televize poprvé vstoupil v roce 1967 jako asistent, už v letech 1969 a 1970 točil své první filmy a později vedl velký úsek realizace. Po roce 1969 pracoval také ve Filmovém studiu Barrandov.
Později působil jako tajemník pražské ČSSD či jako tiskový mluvčí a šéf kanceláře ředitele Ústavu pro státní informační systém (ÚSIS).
Od května 2000 do ledna 2001 byl členem Rady České televize (zvolen za ČSSD), která mimo jiné odvolala tehdejšího generálního ředitele ČT Dušana Chmelíčka. Nakonec celou radu odvolala v průběhu tzv. televizní krize Poslanecká sněmovna PČR.
Po druhé se stal radním ČT v květnu 2009, získal 82 ze 129 možných hlasů, v letech 2011 až 2013 zastával i post místopředsedy rady. V květnu 2015 obhájil pozici člena Rady ČT, když obdržel 85 hlasů od 152 přítomných poslanců. Post člena rady zastával až do konce května 2021.